# ماهومتس فلتس، استرالیای غربی

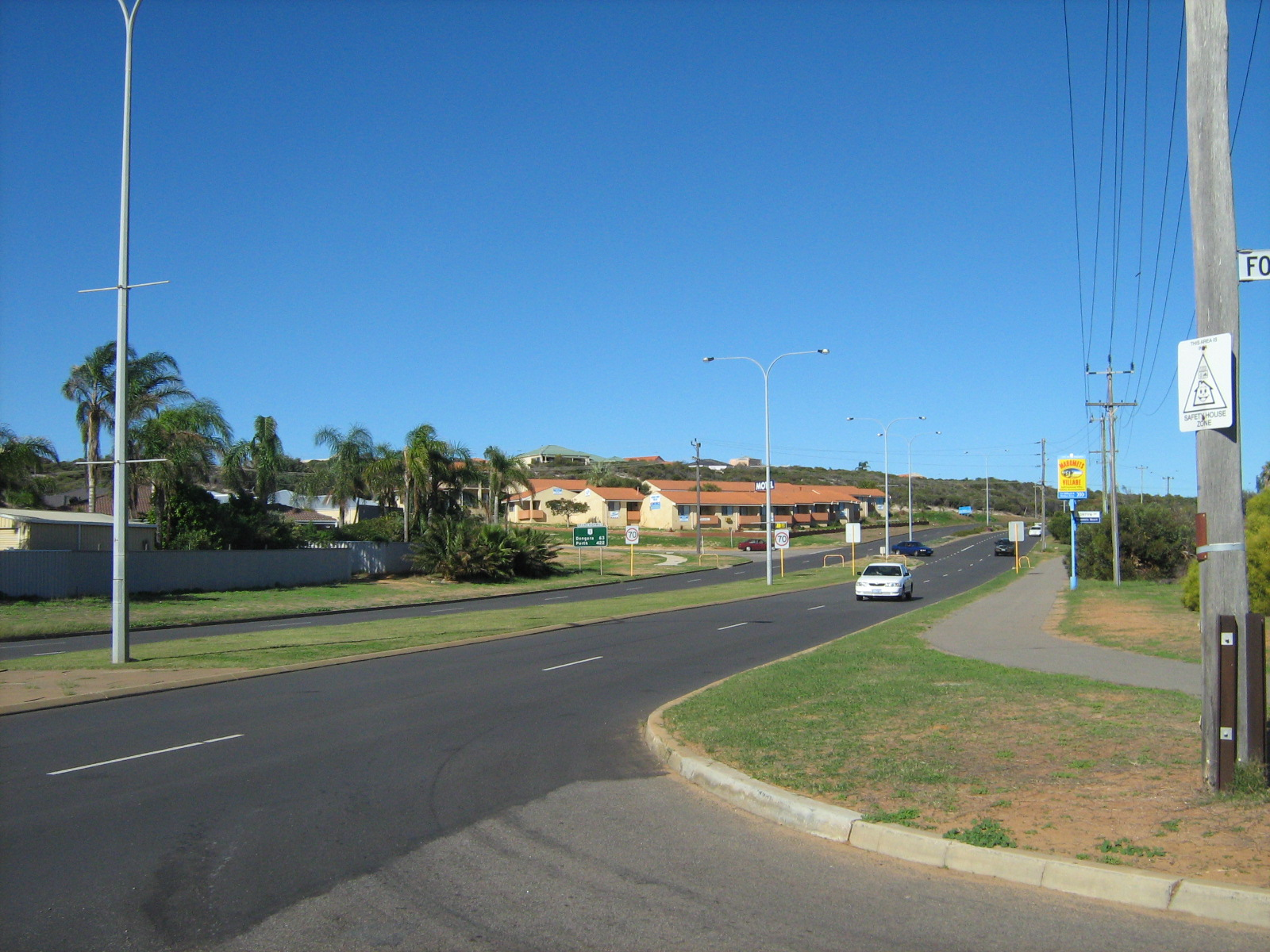
ماهومتس فلتس

ماهومتس فلتس (به انگلیسی: Mahomets Flats) یک حومه شهر در استرالیا است که در استرالیای غربی واقع شده‌است.